# André van Duin (stripreeks)
André van Duin is een Nederlandse vedettestrip over de komiek André van Duin, getekend door striptekenaar Toon van Driel. De strip verscheen vanaf 1987 dagelijks in het dagblad De Telegraaf. Er verschenen ook pagina-lange afleveringen in Veronica Magazine. Toen van Driel genoeg had van deze strip, bedacht hij voor De Telegraaf de spin-off 'Wibo & Gorp' over twee honden.
André van Duin was actief betrokken bij de totstandkoming van de strip. In 1990 zond de Nederlandse zender TROS de tv-serie Lach Mee met André waarin in het intro van de programma's steeds een pagina van Van Driels strip werd getoond.
Voor Van Driel aan deze strip begon, waren er al eerder minder succesvolle pogingen gedaan om een populaire vedettestrip rond André van Duin te maken. In de jaren 1975 en 1976 had striptekenaar Fred Julsing een strip gemaakt, waarvan één album is verschenen: "Showboot vol heisa". Die strip verscheen destijds ook in Veronica Magazine. Ook Dirk Stallaert en Patrick Vermeir hebben plannen gehad voor een strip over André van Duin, maar die hebben ze uiteindelijk laten varen.

## Albums
In 2023 bracht Uitgeverij Cliché het eerste deel uit van een tweedelige reeks met een bundeling van alle verhalen onder de titel De complete André van Duin.